# Томас Соренсен
Томас Соренсен (дан. Thomas Sørensen, * 12 червня 1976, Фредерисія) — данський футболіст, воротар австралійського «Мельбурн Сіті».

## Клубна кар'єра
Вихованець юнацьких команд футбольних клубів «Ассенс» та «Оденсе».
Не пробившись до основної команди «Оденсе», виступав на правах оренди за клуби «Вайле» та «Свендборг».
Своєю грою за останню команду привернув увагу представників тренерського штабу англійського «Сандерленда», до складу якого приєднався 1998 року і в першому ж сезоні будучи основним воротарем допоміг команді виграти Перший дивізіон і вийти до Прем'єр-ліги. Після того, як навесні 2003 року «Сандерленд» вилетів з Англійської Прем'єр-ліги, на данського кіпера претендував «Арсенал», але в підсумку Соренсен дістався бірмінгемській «Астон Віллі», яка купила Томаса за $3,6 млн. Всьог за клуб з Сандерленда данець провів п'ять сезонів своєї ігрової кар'єри і був основним голкіпером команди.
В «Астон Віллі» Соренсен відразу ж виграв конкуренцію у Стюарта Тейлора і Стефана Постма. За перші три сезони, він пропустив лише чотири гри. Перед початком сезону 2006/07 Соренсен отримав травму, через це команді довелося взяти в оренду у «Ліверпуля» молодого воротаря Скотта Карсона, який і витіснив данця з основи. Після цього Соренсену довелося стати другим воротарем команди і він почав шукати собі новий клуб.
28 липня 2008 року Соренсен підписав контракт на три роки з новачком англійської Прем'єр-ліги «Сток Сіті». У жовтні 2009 року, в матчі проти «Тоттенгем Готспур» отримав травму після зіткнення з Аланом Гаттоном. Гаттон пізніше приніс вибачення Соренсену.
Томас був основним голкіпером команди, майже весь сезон 2009/10, але в останніх матчах поступився місцем більш молодому Асмиру Беговичу. Після старту сезону 2010/11 Соренсен остаточно втратив місце в основі «Сток Сіті», він виходив на поле, тільки в кубкових матчах. У сезоні 2011/12 Соренсен, також крім кубків грав і в Лізі Європи. У грудні 2011 року Томас продовжив контракт з клубом до 2014 року.
26 грудня 2013 року Соренсен зіграв свою першу гру Прем'єр-лізі вперше за понад 20 місяців в матчі проти «Ньюкасл Юнайтед» після того як Бегович отримав травму. Однак, незважаючи відбите пенальті від Лоїка Ремі, Сток поступився 1:5. Після цього данець зіграв і наступні два матчі, перш ніж він сам отримав травму в грі проти «Евертона» і у ворта став третій голкіпер Джек Батленд. Після повернення Беговича Батленд був відданий в оренду в «Лідс Юнайтед» і Соренсен знову став резервним голкіпером у решті сезону 2013/14, після чого йому запропонували продовжити контракт ще на один рік, який і був підписаний у травні 2014 року. В грудні 2014 року Соренсен заявив, що він покине Сток в кінці сезону 2014/15, в якому так і не провів за команду жодного матчу. В цілому Томас провів сім сезонів за «гончарів», зігравши у 129 матчах в усіх турнірах.
31 серпня 2015 року Соренсен підписав дворічний контракт з австралійським клубом «Мельбурн Сіті». Дебютував у А-Лізі 10 жовтня в першому матчі нового сезону проти «Сіднея» (1:1). Відтоді встиг відіграти за команду з Мельбурна 12 матчів в національному чемпіонаті.

## Виступи за збірні

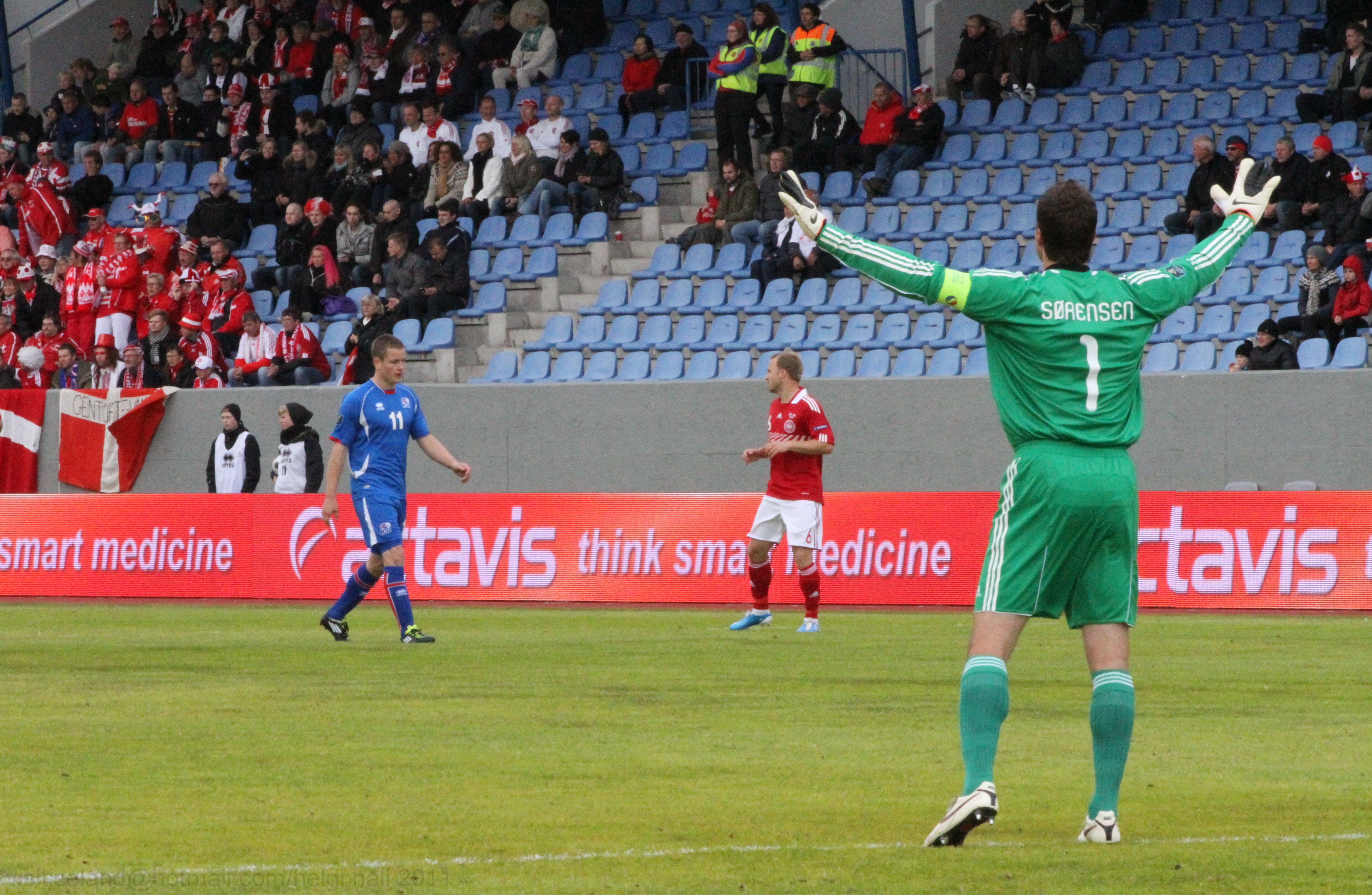
Томас Соренсен під час виступів за збірну Данії. 4 червня 2011 року.

У 1993 році дебютував у складі юнацької збірної Данії, взяв участь у 3 іграх на юнацькому рівні.
Протягом 1993–1997 років залучався до складу молодіжної збірної Данії. На молодіжному рівні зіграв у 24 офіційних матчах.
У 1999 році дебютував в офіційних матчах у складі національної збірної Данії. Наприкінці 2011 року провів свій сотий матч у формі головної команди країни.
У складі збірної був учасником чемпіонату Європи 2000 року у Бельгії та Нідерландах, чемпіонату світу 2002 року в Японії і Південній Кореї, чемпіонату Європи 2004 року у Португалії, а також чемпіонату світу 2010 року у ПАР.
Соренсен увійшов в заявку збірної Данії на чемпіонат Європи 2012 року, але отримав травму під час підготовки до турніру і у складі збірної його замінив Каспер Шмейхель.
У серпні 2012 року Томас оголосив про рішення припинити виступи за збірну. Всього провів у формі головної команди країни 101 матч, пропустивши 102 голи.

## Досягнення
- Володар Кубка Австралії: 2016